# كلارنس دبليو. فيليبس
كلارنس دبليو. فيليبس (بالإنجليزية: Clarence W. Phillips)‏ هو محامي وسياسي أمريكي، ولد في 1 فبراير 1925، وتوفي في 12 ديسمبر 2012. انتخب عضو مجلس نواب تينيسي.